# Религиозные символы
Религио́зные си́мволы — условные изображения, обозначающие какую бы то ни было религию.

## Бахаи
Наиболее распространенные символы, ассоциирующиеся с Верой Бахаи, — девятиконечная звезда (девять — священное число), символ Наивеличайшего Имени и «Символ на перстне». Формально символом Веры Бахаи является пятиконечная звезда.

## Буддизм
Основная статья: Дхармачакра
Символ буддизма — Дхармачакра, или Колесо закона. Центр колеса — ступица, символизирует светящуюся точку сознания, излучающую душевный свет. Восемь спиц — символизируют суть буддийского учения, заключающуюся в следовании восьми «благородным принципам»
1. Правильное воззрение
2. Правильное мышление
3. Правильная речь
4. Правильное поведение
5. Правильный образ жизни
6. Правильное усилие
7. Правильное осознание
8. Правильное созерцание (концентрация внимания на внутреннем состоянии сознания)
9. Правильная трата сил
10. Правильная работа

## Даосизм
Основная статья: Инь и ян
Символ Инь и Ян. Инь — чёрное, женское, мягкое, акцент на внутреннее; Ян — белое, мужское, твёрдое, акцент на внешнее.
В древние времена модель двух сил изображалась в виде тигра и дракона.

## Зороастризм
Основная статья: Фаравахар
Символ зороастризма — фаравахар — крылатый диск с верхней частью тела человека. Означает Божественное Благословение. По одной из версий — Царская Слава, Сияющая Слава. Также использовался в Древнем Египте, Месопотамии и у других народов Востока.

## Тенгрианство
Основная статья: Шанырак и Тенгри
Шанырак — главный символ Тенгрианства. Являет собой знака планеты Земли, вписано имя «Тенгри» (др. тюрк. 𐱅𐰭𐰼𐰃). Либо может использоваться только шанырак,  который известен как Тенгрианский символ в древности.

## Индуизм
Основная статья: Ом
 Символом индуизма является квинтэссенция слова «Ом» или «Аум» — универсальное имя Бога, три буквенных знака которого олицетворяют трёх главных богов и сферу их действия — Вишну (создание), Брахман (поддержание) и Шива (разрушение), Т.е. это в философском смысле отражает природу всех вещей, которые имеют начало, существование и свой конец. Также этот символ и три Бога соотносят с тремя состояниями сознания — сну с сновидениями (где мир появляется мгновенно из ниоткуда), бодрствованию (где мир существует без известного начала и конца) и глубокому сну без сновидений соответственно (где никакой мир не существует, только сам Шива) .

## Ислам
Основная статья: Звезда и полумесяц
Символ ислама — полумесяц и пятиконечная звезда. В главе «Вафиятуль-Асляф» из книги «Таротибуль-идария» шейх Абдуль-Хайй аль-Катани пишет: «Установка знака в виде полумесяца над минаретами мечетей является бидъа. Данный знак был введен в обиход в эпоху правления Османской династии, когда ее основатель Осман I установил полумесяц в качестве флага империи, из-за приснившегося ему сна, в котором он увидел этот символ . История появления этого символа уходит корнями к одному из предков Александра Македонского, который со своим войском осадил город Байзанта (Константинополь). Жители же его в одну из ночей умудрились дать ему отпор и изгнать из города. Эта их победа совпала с появлением зари. Они сочли это добрым предзнаменованием и приняли символ в виде полумесяца в качестве увековечивания в памяти этого знаменательного события. Так этот символ по наследству перешел к цезарям (впоследствии ставшие императорами Византии — Константинополя), а после них Османидам, которые одержали победу над ними, позже этот символ появился в Российском городе Казани (Татарстан)». «Таротибуль-идария» 1/320.
Основная статья: Шахада
Одним их символов ислама является шахада, которая свидетельствует о вере в единого бога Аллаха и пророчество Мухаммеда, шахада также может означать Шахид (мученическую смерть за веру), произношение шахада является обязательным при принятии ислама, шахада переводится как «[Свидетельствую что] нет иного божества, кроме Аллаха, [и ещё свидетельствую что] Мухаммад — посланник Аллаха»
Основная статья: Имя Аллаха
В исламе как символ религии часто используется имя Аллаха, слово Аллах расшифровывается как Аль-Илах, является результатом слияния аль (الـ al) и илах (إلٰهٌ ilah) - слова означающего Бог , также имя Аллаха является символом единобожья в исламе.

## Иудаизм
Основная статья: Звезда Давида и Менора
Один из внешних символов иудаизма с XIX века — шестиконечная Звезда Давида.
Одним из древнейших символов иудаизма является храмовый светильник — менора. Звезда Давида изображена и на флаге Израиля. Менора — золотой семирожковый светильник, или подсвечник на семь свечей (семисвечник). Является наиболее распространённой национальной и религиозной еврейской эмблемой. Менора изображена и на гербе Израиля.

## Оккультизм
Один из древнейших сложных мистических символов — пентаграмма — правильная пятиугольная звезда, вписанная в круг. Первые упоминания о пентаграмме относятся к Древней Греции. В переводе с греческого «пентаграмма» означает дословно пять линий. Пентаграмма была отличительным знаком школы Пифагора (около 580—500 года до нашей эры). Они считали, что этот красивый многоугольник обладает многими мистическими свойствами. Например, число лучей этой звезды представлялось пифагорейцами как число любви: 5 = 2 + 3; 2 — первое женское число, 3 — первое мужское число. Именно поэтому пентаграмма являлась символом жизни и здоровья, ей присваивалась способность защищать человека от злых духов. Пентаграмма считалась защитой против зла и колдовства. В средние века её рисовали перед входом в дом и на дверях, чтобы отогнать таким образом зло. Пентагон (пятиугольник) — это амулет здоровья, символ вечности и совершенства, магическое средство в заговорах и некоторых ритуалах. Правильный пятиугольник в виде звезды служил эмблемой многих богов: египетского Тота, ацтекского Кетцалькоатля, римского Меркурия, кельтского Гавайна... Этот знак был тотемом американских индейцев. Греки использовали его как знак креста, евреи — как знак благополучия. Японцам служил знаком высокого положения в обществе.
Судя по всему, пентаграмма первоначально появилась четыре тысячи лет назад в Месопотамии, вероятно как астрономическая схема движения планеты Венеры. Она стала шумерским и египетским знаком звезд. Эта фигура обозначает преимущественно человека: верхняя точка — голова, четыре остальные — конечности. Иногда её рассматривают как изображение пяти чувств. Светлые маги, чтобы действовать на духов, пользовались Пентаграммой головой кверху, а чёрные маги чертят Пентаграмму головой вниз. Фауст нарисовал пентаграмму для того, чтобы Мефистофель не смог переступить порог его дома . Пентаграмма, вписанная в круг, означала у пифагорейцев молчание посвящаемого. Пять концов пентаграммы символизировали пять лет молчания и учения, которые предшествовали посвящению.
Сейчас её используют некоторые «забытые» религии (не являющиеся оккультными), основанные на магии и почитании природы. Пентаграмма используется, например, в Викке.

## Сикхизм
Основная статья: Кханда
Символ сикхов называется «кханда». Он составлен из трёх церемониальных кинжалов «кирпан», собранных вместе у рукояти и стального браслета «кара», расположенного за средним кинжалом.

## Христианство
На первых порах знаком христианства было изображение рыбы. Рыба по старо-гречески — ἰχθύς («ихтис (ихтюс)»), что соответствует аббревиатуре христианского постулата «Ἰησοῦς Χριστός, Θεοῦ Υἱός, Σωτήρ» (ΙΧΘΥΣ) — «Иисус Христос — Божий Сын Спаситель»
Православный крест. К большой горизонтальной перекладине были пригвождены руки Спасителя Иисуса Христа. Верхняя малая горизонтальная перекладина означает табличку, на которой было начертано «Иисус Назорей Царь Иудейский». Косая перекладина означает двух распятых рядом с Христом, где конец перекладины, направленный вверх, означает прощёного разбойника, который попал в рай, а конец перекладины, направленный вниз — второго распятого, который попал в ад. По другой версии, косая перекладина показывает в перспективе упор для ног приговоренного, который не давал распятому умереть сразу и применялся для увеличения времени казни.
В католицизме и протестантизме используется четырёхконечная форма креста с удлинением нижней части. Кроме того, в отличие от православного креста, на нём ступни Христа скрещены и забиты одним гвоздём. Крест — символ, указывающий на жертву Иисуса Христа.

## Сатанизм
Основная статья: Печать Бафомета
Печать Бафомета — официальный символ Церкви Сатаны. Являет собой перевернутую пентаграмму (правильную пятиконечную звезду, два луча которой направлены вверх) с вписанной в неё головой козла. В кольцо вокруг пентаграммы, напротив каждого луча звезды, вписано имя «Левиафан» (ивр. לִוְיָתָן‎).
Либо может использоваться только перевернутая пентаграмма, которая известна как Сатанинский символ с XIX века.